# Guillaume Schroeder
Guillaume Schroeder est un joueur français de volley-ball né le 25 juillet 1988. Il mesure 1,90 m et joue réceptionneur-attaquant.

## Clubs
| Club             | Pays   | De        | À         |
| ---------------- | ------ | --------- | --------- |
| Avignon VB       | France | 2006-2007 | 2008-2009 |
| Club Alès CVB    | France | 2009-2010 | 2009-2010 |
| Beauvais OUC     | France | 2010-2011 | 2010-2011 |
| AS Orange Nassau | France | 2011-2012 | 2012-2013 |